# Albert Paris Gütersloh
Albert Paris Gütersloh (narozen jako Albert Conrad Kiehtreiber; 5. února 1887 Vídeň – 16. května 1973 Baden) byl rakouský malíř a spisovatel.
Gütersloh pracoval jako herec, režisér a designér kulis, než se soustředil na malbu v roce 1921.
Jako učitel Arika Brauera, Ernsta Fuchse, Wolfganga Huttera a Antona Lehmdena je považován za jednoho z těch, kdo ovlivnili vídeňskou školu fantastického realismu.